# Paola Viganò
Paola Viganò (Sondrio, 1961) é uma arquiteta e urbanista italiana. recebeu o Grand prix de l'urbanisme de 2013.

## Biografia
É professora de urbanismo e de projeto urbanista da Universidade IUAV de Veneza e da Escola Politécnica Federal de Lausanne.

## Principais estudos e realizações
Em 1990 fundou a agência Studio 09 com Bernardo Secchi, que coordenou os planos diretores urbanos de diversas cidades europeias (Bérgamo, Siena, Antuérpia e outras). Participou dos projetos Lille 2030, Montpellier 2040  e, mais recentemente, da Grande Paris.

## Prêmios e condecorações
- Grand prix de l'urbanisme 2013
- Doutor Honoris Causa 2016, pela Universidade Católica de Louvain (UCLouvain) [3]

## Publicações
- Paola Viganò, La città elementare, Genève, Suisse, Éditions Skira, coll. « Biblioteca di architettura », 1999, 208 p. ISBN 888118642X
- Paola Viganò (ed.) Territori della nuova modernità/Territories of a New Modenity, Napoli, Electa, 2001.
- Paola Viganò, ‹ The porous city ›, in Pellegrini P., Viganò P., eds., Comment vivre ensemble, Q3, Officina Edizioni, Roma, 2006.
- Paola Vigano et Bernardo Secchi, Antwerp - Territory of a New Modernity, Pompano Beach, (FL), USA, Sun Publishers, coll. « Explorations », 2009, 248 p. ISBN 9789085067788
- Bernardo Secchi et Paola Vigano, La Ville poreuse. Un projet pour le grand Paris et la métropole de l'après-Kyoto, Genève, Suisse, MētisPresses, coll. « vuesdensemble », 2011, 256 p. ISBN 978-2-940406-56-2
- Paola Vigano, Les Territoires de l’urbanisme. Le Projet comme producteur de connaissance [« I territori dell'urbanistica : il progetto come produttore di conoscenza »], trad. de Anne Grillet-Aubert, Genève, Suisse, MētisPresses, coll. « vuesdensemble », 2014, 239 p. ISBN 978-2-940406-88-3